# Ertha Pascal-Trouillot

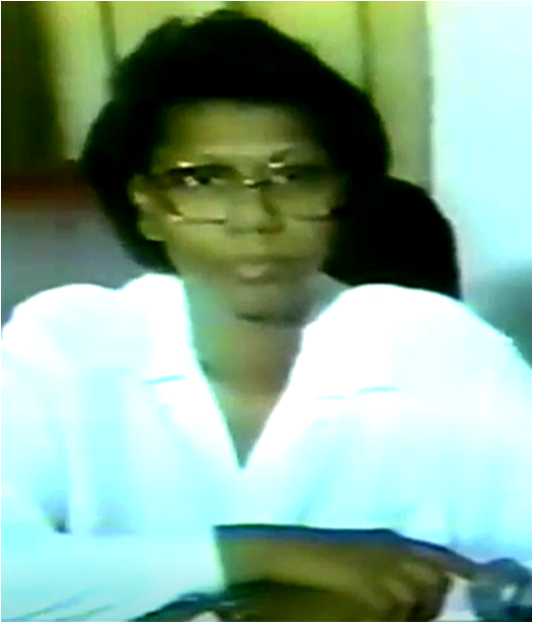
Ertha Pascal-Trouillot (1991)

Ertha Pascal-Trouillot (* 13. August 1943 in Pétionville) ist eine haitianische Juristin und Politikerin. Als erste Frau führte sie ab 1990 sowohl den Vorsitz des Obersten Gerichts als auch das Amt des Staatsoberhaupts von Haiti.

## Biografie

### Herkunft, Studium und berufliche Laufbahn
Ertha Pascal war das neunte von zehn Kindern des Stahlarbeiters Thimocles Pascal und dessen Ehefrau Louise Pascal-Dumornay. Nach dem frühen Tod des Vaters musste ihre Mutter sie und ihre neun Geschwister als Näherin und Stickerin ernähren. Mit zehn Jahren setzte sie ihre Schulausbildung am Lycée François Duvalier in Pétionville fort, wo sie die Förderung ihres späteren Ehemannes, des einundzwanzig Jahre älteren Lehrers und Rechtsanwalts Ernst Trouillot erwarb.
Durch ihren Ehemann konnte sie nach dem Abschluss der Schulausbildung ein Studium der Rechtswissenschaften absolvieren, das sie im Juli 1971 an der École de Droit des Gonaïves in Port-au-Prince mit einer Arbeit zum Thema Statut Juridique De L’Haitienne Dans La Legalisation Sociale abschloss. Im Oktober 1971 wurde sie dann als Rechtsanwältin zugelassen. 1980 wurde sie als erste Richterin an das Zivilgericht (Tribunal Civil) von Port-au-Prince berufen, nachdem sie zuvor als Justiziarin des Rechtsanwaltsvereins von Port-au-Prince einer Kommission zur Überarbeitung des Zivilrechts angehört hatte. 1985 erfolgte ihre Berufung zur ersten Richterin am Appellationsgericht (Cour d’Appel), ehe sie 1986 als erste Frau Mitglied des Obersten Gerichts (Cour suprême bzw. Cour de Cassation) wurde. Zwei Jahre darauf wurde sie 1990 Präsidentin des Obersten Gerichts.
Für ihre Verdienste um die französische Sprache wurde sie unter anderem von der Alliance française ausgezeichnet sowie als Mitglied in die Association des Écrivains de Langue Française aufgenommen. Daneben ist sie Mitglied der American Bar Association.

### Amtierende Präsidentin von 1990 bis 1991
Nach dem Sturz der Militärregierung von Generalleutnant Prosper Avril durch Generalleutnant Hérard Abraham am 10. März 1990 wurde sie drei Tage später zur ersten und bisher einzigen amtierenden Präsidentin von Haiti ernannt, nachdem Abraham selbst auf das Präsidentenamt verzichtet hatte. Bei ihrem Amtsantritt versprach sie die Einführung der Demokratie.
Am 7. Januar 1991 wurde sie nach einem Staatsstreich durch Roger Lafontant, den Leibarzt und graue Eminenz des 1986 gestürzten Diktators Jean-Claude Duvalier, entführt und gezwungen, in einer Fernsehansprache Lafontant als ihren Nachfolger zu verkünden. Allerdings wurde Lafontant nach aufkommenden Unruhen zur Flucht aus Haiti gezwungen.
Nach den Präsidentschaftswahlen vom 16. Dezember 1990 übergab sie am 7. Februar 1991 das Amt des Präsidenten an den Wahlsieger Jean-Bertrand Aristide. Dieser ließ sie wegen angeblicher Komplizenschaft am Putsch von Lafontant vom 7. Januar 1991 verhaften. Allerdings wurde sie bereits einen Tag darauf nach Intervention der US-Regierung freigelassen und begab sich daraufhin ins Exil in die USA, aus dem sie erst mehr als ein Jahr später zurückkehrte.
Nach ihrer Rückkehr zog sie sich aus der Politik zurück und war stattdessen, wie bereits vor ihrem Präsidialamt, überwiegend als Verfasserin von Fachbüchern tätig, wie dem Biografischen Wörterbuch von Haiti.

## Werke
- Code de lois usuelles, Port-au-Prince, 1978
- Rétrospectives… horizons, Port-au-Prince, 1980
- Au grand Boulevard de la Liberté: Souvenir d‘un périple privilégie aux États-Unis, Port-au-Prince, 1981
- Analyse De La Légalisation Revisant Le Statut De La Femme Mariée: Le Decret du 8 Octobre 1982 et le Code Civil, Port-au-Prince 1982

- Etre femme en Haiti hier et aujourd’hui: Le regard des constitutions, des lois et de la societé (Port-au-Prince, 2002)